# 김같이
김같이(본명: 김영준, 1981년 1월 30일 ~ )는 대한민국의 개그맨으로 동아방송예술대학교 방송극작과를 졸업한 다음 2016년부터 본명인 김영준으로 개명했다.

## 학력
- 서울토성초등학교
- 풍납중학교
- 잠신고등학교
- 동아방송예술대학교 방송극작과

## 출연 작품
- KBS 2TV 《개그 스타》
  - 《박쥐》
  - 《복불복 개그쇼》
- MBN 《개그공화국》
- tvN 《코미디빅리그》
  - 《하이 장틀러》 장틀러(장동민)의 병사2
  - 《도깨비 동화》
  - 《구한말 코미디》 PD 역
  - 《가시방석》
  - 《남성가족부》
  - 《여자와의 전쟁》
  - 《옹달 신화》
- 온게임넷 《한판만 X VIVE 》
- SBS Plus 《좋은 친구들》 (2019년)